# Rhabdomys
Genre
Rhabdomys est un genre de rongeurs de la sous-famille des Murinés localisé en Afrique (du Mali à l'Afrique du Sud).

## Liste des espèces
Selon Mammal Species of the World (version 3, 2005)  (16 juin 2016) et ITIS (16 juin 2016) :
- Rhabdomys dilectus De Winton, 1897
- Rhabdomys pumilio Sparrman, 1784

Mais en 2012, un article de du Toit et al. conseille une révision taxonomique du genre : après avoir effectué des prélèvements d'individus et séquencé leur génome, les chercheurs distinguent 4 espèces différentes :
- Rhabdomys pumilio
- Rhabdomys dilectus
- Rhabdomys intermedius
- Rhabdomys bechuanae